# Лоайса Сааведра, Рохер Элой
Ро́хер Эло́й Лоа́йса Сааве́дра (исп. Roger Eloy Loayza Saavedra; род. 1 декабря 1934, Трухильо, Перу) — перуанский дипломат, журналист, посол в СССР.

## Биография
По образованию филолог. Бакалавр в области образования и в области международных отношений. Окончил аспирантуры в Риме и Брюсселе
На дипломатической службе с 1960 года. Работал в дипломатических представительствах Перу в США и Уругвае. Занимал ряд ответственных постов в МИД страны.
В 1976—1983 годах посол в Румынии. В 1984—1986 годах эксперт аппарата министра иностранных дел.
С 9 июля 1986 года посол в СССР.
В 1992 году посол в Уругвае.
По окончании дипломатической карьеры — журналист, внесудебный посредник, преподаватель университета. Директор профессиональной академической школы международного делового администрирования. Член исследовательского подразделения, декан, главный профессор факультета административных наук Национального Университета Сан-Маркос. Исполнительный директор Института Рауля Порраса Барренечеа.
Доктор политико-юридических и педагогических наук и профессиональный дипломат.
Автор книги воспоминаний Трухильо в сердце (Trujillo en el corazón)(2015).